# Zédé-Dianhoun
Zédé-Dianhoun este o comună din departamentul Béoumi, regiunea Vallée du Bandama, Coasta de Fildeș.